# Jonas Bjerre
Jonas Bjerre Terkelsbøl (Frederiksberg, 21 settembre 1976) è un cantante e chitarrista danese.

## Carriera
Dal 1994 è il frontman del gruppo alternative rock Mew.
Nel 2008 ha preso parte ad un altro progetto musicale chiamato Apparatjik: si tratta di un supergruppo composto, oltre che da Bjerre, anche da Magne Furuholmen, Guy Berryman e Martin Terefe.
Nel 2015 collabora alla canzone "Change the Skyline" del nuovo album "Paper Gods" dei Duran Duran.